# Riederalp
Riederalp – miejscowość i gmina (Politische Gemeinde) w południowej Szwajcarii, w kantonie Valais, w okręgu (Bezirk) Östlich Raron. Leży nad Rodanem. Powstała 1 listopada 2003 w wyniku połączenia gmin Goppisberg, Greich i Ried-Mörel.

## Demografia
W Riederalp mieszka 427 osób. W 2022 roku 12,6% populacji gminy stanowiły osoby urodzone poza Szwajcarią. 

## Transport
Przez teren gminy przebiega droga główna nr 19. 

## Ciekawostka
W gminie znajduje się najwyżej położone w Europie pole golfowe.